# 杰伊·哈丁
杰伊·哈丁（英語：Jay M. Harding）美国音频工程师。他曾2次提名奥斯卡最佳音响效果奖。

## 部分影视作品
- 名扬四海 (1980)[1]
- 天降财神（英语：Pennies from Heaven (1981 film)） (1981)[2]